# Nikola Đuran
Nikola Đuran (Dubrovnik, 30. lipnja 1792. – Dubrovnik, 16. kolovoza 1862.) bio je prelat Katoličke Crkve koji je služio kao kapitularni vikar Trebinjsko-mrkanske biskupije od 1838. do 1839. godine.

## Životopis
Đuran je rođen u Dubrovniku gdje se i školovao. Za svećenika je zaređen 1. listopada 1815. godine. Prije nego što je postao kanonikom Dubrovačke nadbiskupije, obnašao je razne crkvene službe. Nakon smrti prethodnog kapitularnog trebinjsko-mrkanskog vikara Dominika Sokolovića, dubrovački je kaptol 7. listopada 1837. imenovao Đurana njegovim nasljednikom. Đuranovo imenovanje bilo je nevažeće jer je Dubrovačka biskupija izgubila status metropolitanskog sjedišta. Stoga je za valjanost Đuranova imenovanja bilo potrebno odobrenje pape i austrijskog cara. Iako Đuranovo imenovanje nije bilo u skladu s kanonskim pravom, austrijska je vlada vršila pritisak na papu Grgura XVI. da odobri odluku dubrovačkoga kaptola.
Svećenstvo Trebinjsko-mrkanske biskupije usprotivilo se takvom imenovanju i umjesto njega za privremenog kapitularnog vikara izabralo don Vidoja Maslaća. Dubrovačko svećenstvo nije priznalo njihovu volju. Papa je potvrdio Đuranovo imenovanje 13. lipnja 1838., dok ga je austrijski car potvrdio 3. kolovoza 1838. godine. Đuran je trebinjsko-mrkansko svećenstvo uvjerio o tim potvrdama 10. rujna 1838. godine. Đuranova uprava nije dugo trajala jer je papa dao upravu nad Trebinjsko-mrkanskom biskupijom dubrovačkom biskupu 30. rujna 1839.
Đuran je umro u Dubrovniku, a pokopan je u crkvi Svetog Ignacija u Dubrovniku.